# بريفيكان
بريفيكان‏ (Brevican) هوَ بروتين يُشَفر بواسطة جين بريفيكان في الإنسان.